# Blankart (Adelsgeschlecht)
Blankart oder Blanckart ist der Name eines aus Ahrweiler stammenden, ursprünglich lothringischen Uradelsgeschlechts, das in der Eifel, am Niederrhein und im heutigen Belgien verbreitet und reich begütert war.

## Geschichte
Die Blankart (auch Blanckart, Blankarts, Blankertz, de Blanckart) stammen nach einer alten Familiensaga aus Spanien und kamen über Lothringen ins Trierische, Kölnische und Jülich’sche. Die Stadt Ahrweiler war seit dem 11. Jahrhundert Stammsitz der Familie. Der ursprüngliche Blankartshof bestand bereits über 100 Jahre vor der Stadtgründung 1248. Er gehörte zu den sieben Adelshöfen, um die 1248 die Stadtmauer gebaut wurde. Dieser erste Blankartshof lag dicht am Ahrtor. Der jetzige Blankartshof in Ahrweiler wurde 1517 Sitz der Blankarts.
Die Blankarts erscheinen erstmals 1148 mit Hermann Blankart, der sich am zweiten Kreuzzug beteiligte. Urkundlich erscheint das Geschlecht erstmals 1176 mit Dietrich Blankart als Zeuge bei einer Schenkung an das Kloster Marienthal. Am 18. Dezember 1247 tritt Theodoricus Blancard urkundlich auf und 1255 werden die Gebrüder Kolvo und Blankart als Zeugen genannt.
1376 baute Gerhard von Blankart die Burg Lantershofen, ein Lehen des Erzbischofs von Köln. Die Grafen von Blankarts übten in ihrem Herrschaftsbereich die Niedrige- und Hochgerichtsbarkeit aus. 1853 baute Baron Joseph Antoine Hubert de Blanckart das Schloss Lexhy in Horion Hozemont, Belgien neu.
Die Familie Blankart war stark mit dem rheinischen Adel versippt. Durch Heirat waren sie verwandt u. a. mit den Familien von Kolwe, von Gymnich, von Nideggen, von Mirbach, von Metternich, von Eltz, von Harff, von Bourscheid-Büllesheim, von Wachtendonk-Germenseel, von Dalwigk-Lichtee, von Lieser und von Lerode. Mitte des 14. Jahrhunderts teilte sich die Ahrweiler Familie Blankart in verschiedene Linien:
- Blankart von Ahrweiler, kurkölnische Vögte und Schöffen der Stadt Ahrweiler, 1712 mit dem Tod des kinderlosen Johann Otto Friedrich Blankart von Ahrweiler, in der Schlacht bei Denain, im Mannesstamm erloschen. Erbinnen waren seine Schwestern Maria Anna, verheiratet mit Freiherr Johann Heinrich Vlatten zu Drove, und Marie Sophie, verehelicht mit Freiherr Ferdinand Ernst von Dalwigk zu Lichtenfels. Maria Ottilia, eine dritte, bereits verstorbene Schwester, hatte Freiherr Johann Franz Capellini von Wickenburg (1677–1752) geheiratet, der mit seinen Kindern ebenfalls zu den Erben zählte.[6][7][8]
- Blankart von Lantershofen, die Grafen von Blankart, Anfang des 18. Jahrhunderts im Mannesstamme erloschen
- Blankart von Odenhausen-Alsdorf, die Reichsfreiherren von Blanckarts, eine Nebenlinie wurde 1816 als Barone Blankart in den belgischen und niederländischen Adel inkooperiert. Nachfahren leben auf Schloss Effeld und dem Weingut Herdade da Calada, Portugal.
- Patrizierfamilie Blankart in Neuss, Ministerialen des Erzbischofs von Köln, Nachfahren leben auf ländlichen Gütern der Patrizierfamilie im Rhein-Kreis Neuss.
- Rittergeschlecht Blankaert in Brügge, u. a. Ratsherren in Brügge, ab dem 16. Jahr. sind zahlreiche Akademiker dieser Linie nachweisbar.

Familienmitglieder bekleideten viele Hof- und Landämter, insbesondere in der Stadt Ahrweiler, im Erzstift Kurköln und im Herzogtum von Burgund. Die Familie stellte u. a. zwei von zehn Ratsherren im kurkölnischen Neuss. Die Blankarts waren Mitglied des Landtags des Erzstiftes von Kurköln und 1463 Unterzeichner der Rheinischen Erblandesvereinigung. Sie waren in Ahrweiler Lehensleute des Klosters Prüm, Vasallen der Grafen von Blankenheim und Grafen von Are und dienten auch den Herzögen von Jülich als Amtsleute und Räte. Die Blankarts besaßen die zum Herzogtum Limburg/Brabant gehörende große Freiherrlichkeit Alsdorf und die Reichsunmittelbare Herrschaft Odenhausen.
Mehrere Mitglieder der Familie gehörten u. a. dem Paderborner, Aachener und Maastrichter Stiftsadel an. Die Familie Blankarts besaß bereits im Mittelalter, die sog. Stiftsfähigkeit, die in der Regel mit dem Nachweis von sechzehn adeligen Vorfahren verbunden war.

## Wappen
Das Wappen (ältestes Siegel 1364) zeigt in Blau einen silbernen schrägrechten Hammer. Auf dem (silber-blau bewulsteten) Turnierhelm mit blau-silbernen Helmdecken ein blauer Windhundsrumpf (oder Hirschkuhkopf) mit dem Schildbild auf dem Hals.

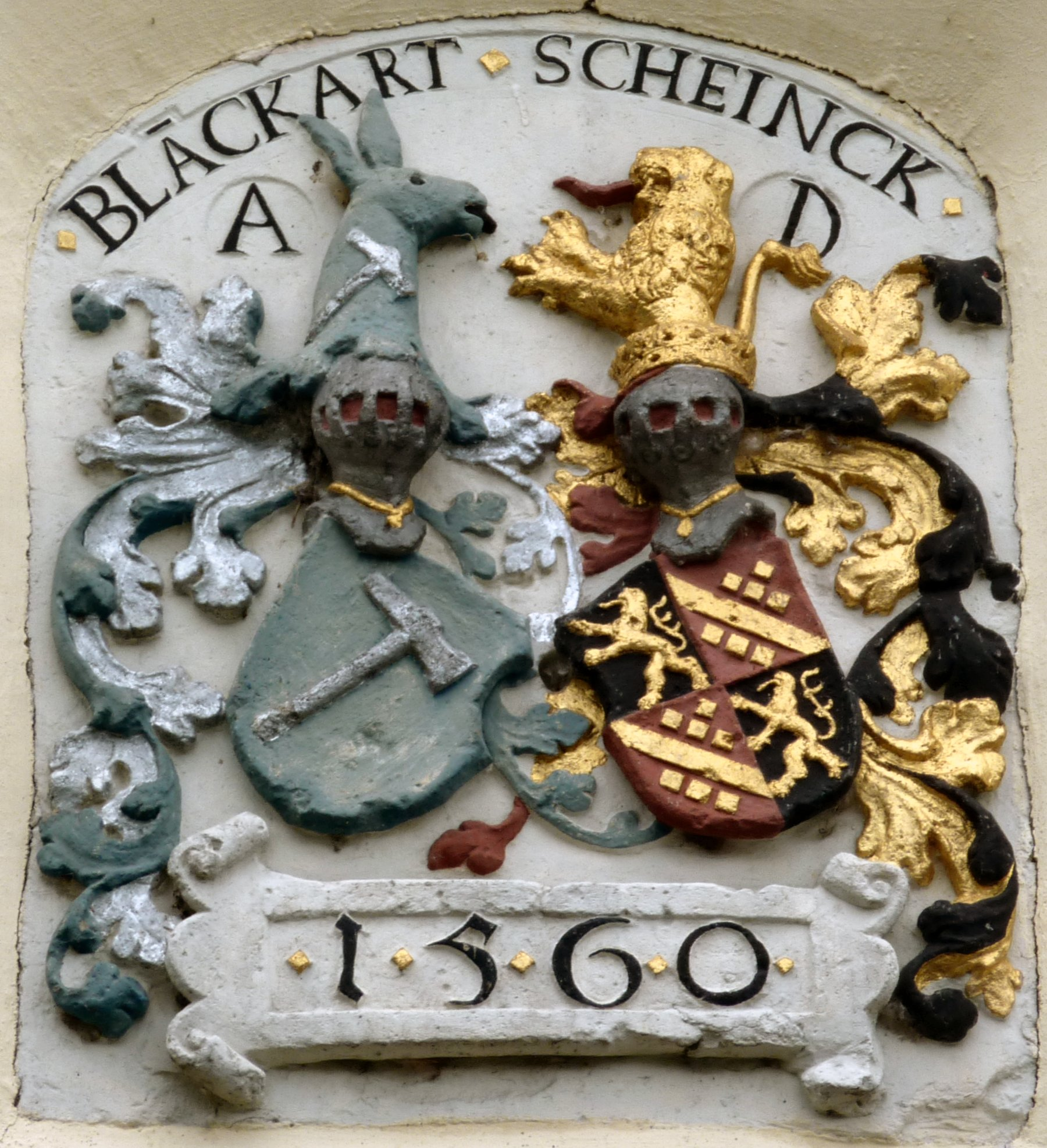
Allianzwappen auf Burg Odenhausen: Blankart und Schenk von Nideggen (1560)
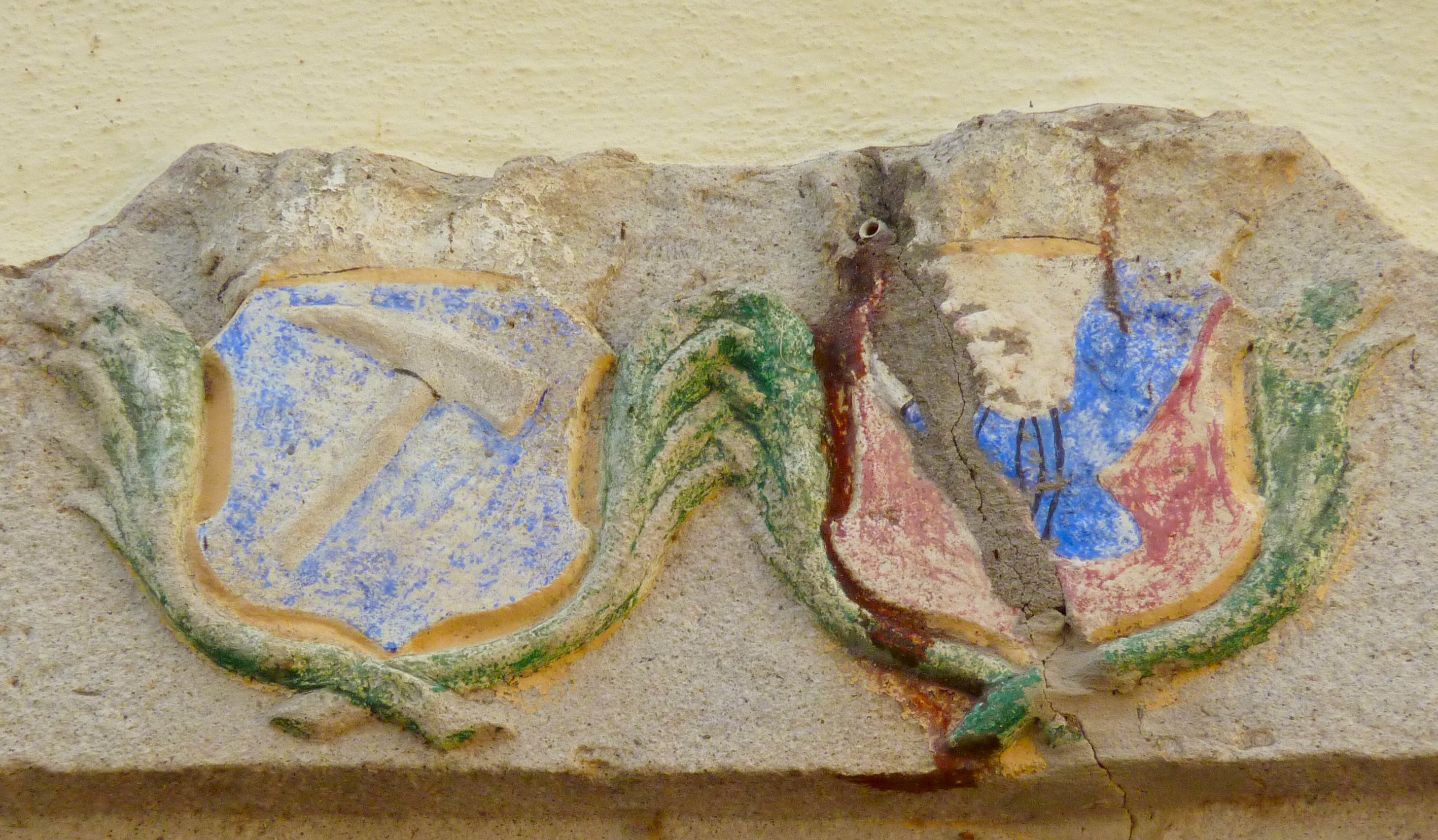
Allianzwappen über der rechten Eingangstür des Blankartshofs in Ahrweiler
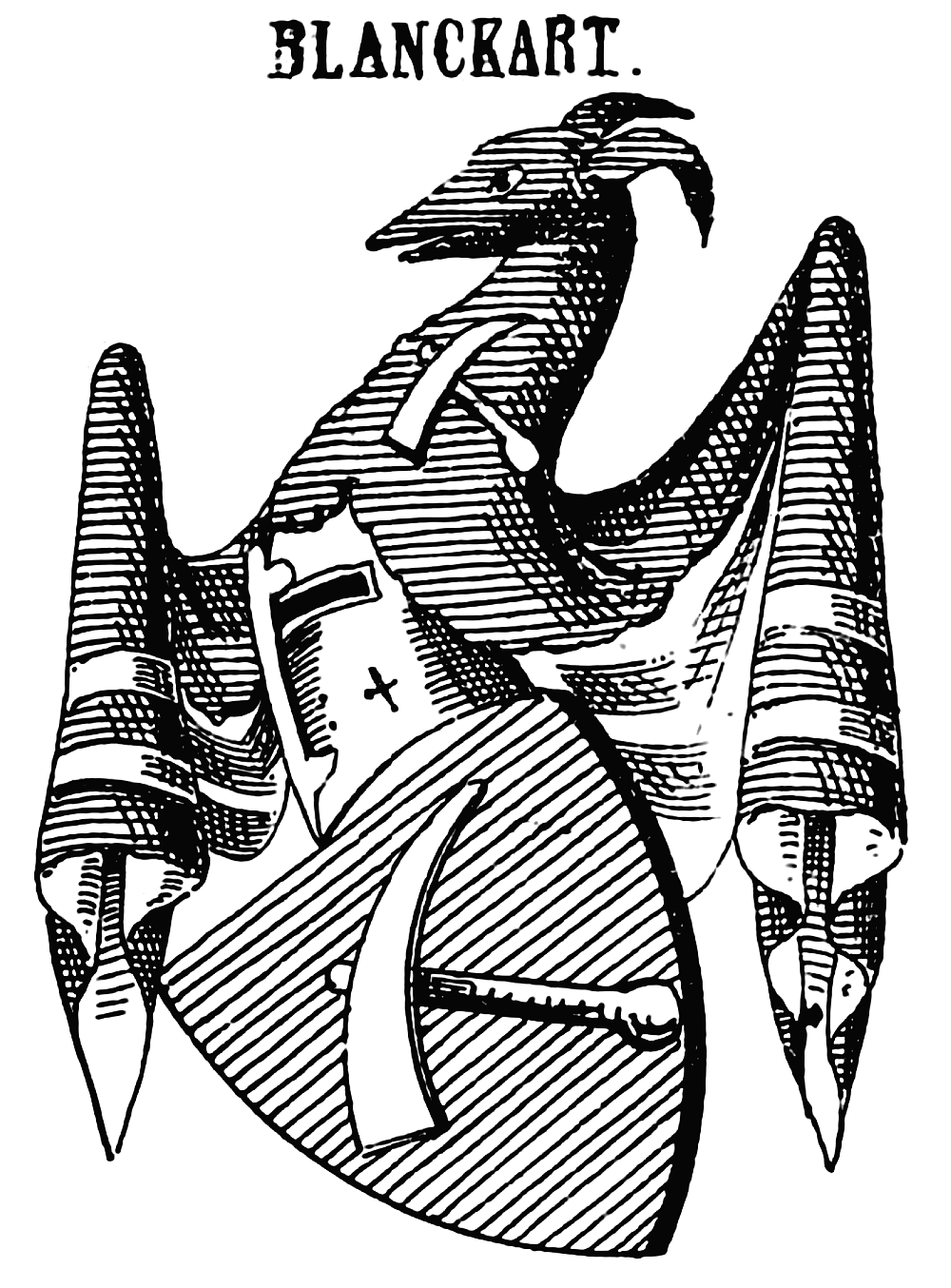
Wappen derer von Blanckart

## Personen
- Hermann Blankart, Ritter, beteiligte sich 1148 am 2. Kreuzzug
- Anna von Blanckard, Äbtissin Abtei St. Katharinen
- Hermann Blanckard (1332–1360), Dekan des Aachener Marienstifts
- Nikolaus Blanckart (Alexander Candidus) (um 1500–1555), Karmeliter in Köln, Doctor theologiae, Teilnehmer am Regensburger Religionsgespräch von 1546, Berater Kardinal Granvellas auf dem Konzil von Trient
- Baron Theodore Francis von Blankart (1618–1659), Propst des Kapitels Unserer Lieben Frau in Maastricht, Archidiakon von Famène und Canon des Domkapitels von Lüttich seit 1640.
- Johann Blankart (1465–1499), Abt der Benediktinerabtei St. Eucharius – St. Matthias vor Trier
- Ritter Jan Blanckaert (1386–1422), Kammerherr von Jan Zonder Vrees, Herzog von Burgund 1405/6. Admiral des Meeres 1404. Kastelein des Schlosses von Rupelmonde
- Johann Wilhelm Blankart von Ahrweiler († 1638), kaiserlicher Generalwachtmeister und Obrist, Gouverneur von Arras[12]
- Maria Ottilia Ludovika geb. Blankart von Ahrweiler, Ehefrau des kurpfälzischen Geheimrates und Historikers Johann Franz Capellini von Wickenburg (1677–1752)
- Marie Antoinette von Blanckart (1730–1803), war verheiratet mit Louis Nicolas Victor de Félix d’Ollières, Kriegsminister und Marschall von Frankreich, lebte in Versailles und Stand in Kontakt mit Königin Marie-Antoinette
- Wilhelm Blankart, kurtrierischer Rat und Hofmeister 1610
- Karl Alexander, H.R. Reichsfreiherr von Blanckart, Herr zu Alstorf, Guyghoven, Altenburg und Groß-Terherken, Erbburggraf zu Kolmont, Kammerherr des Kaisers von Österreich, Pfalzbayrischer Geheimrat, war Mitglied der hochadeligen Aachener „Sternzunft Johann Wilhelms Witwe“
- Isabella Clara von Blanckart, Herrschaft Alsdorf
- Godhard Blankart, Ratsherr und Schöffe in Neuss
- Otto Ludwig von Blanckart, Mitglied der geldrischen Ritterschaft
- Baron Joseph Antoine Hubert de Blanckart, Stahlfabrikant (Aufnahme in den belgischen Adel 1816)
- Clemens von Blanckart (* 1984 oder 1985), seit 2016 im Corps à la Suite der Prinzen-Garde Köln 1906, dort Standartenträger, Bauer des Kölner Dreigestirns in der Session 2025/2026

## Besitzungen
- Blankartshof in Ahrweiler
- Weißer Turm (Ahrweiler)
- Herrschaft und Burg Odenhausen

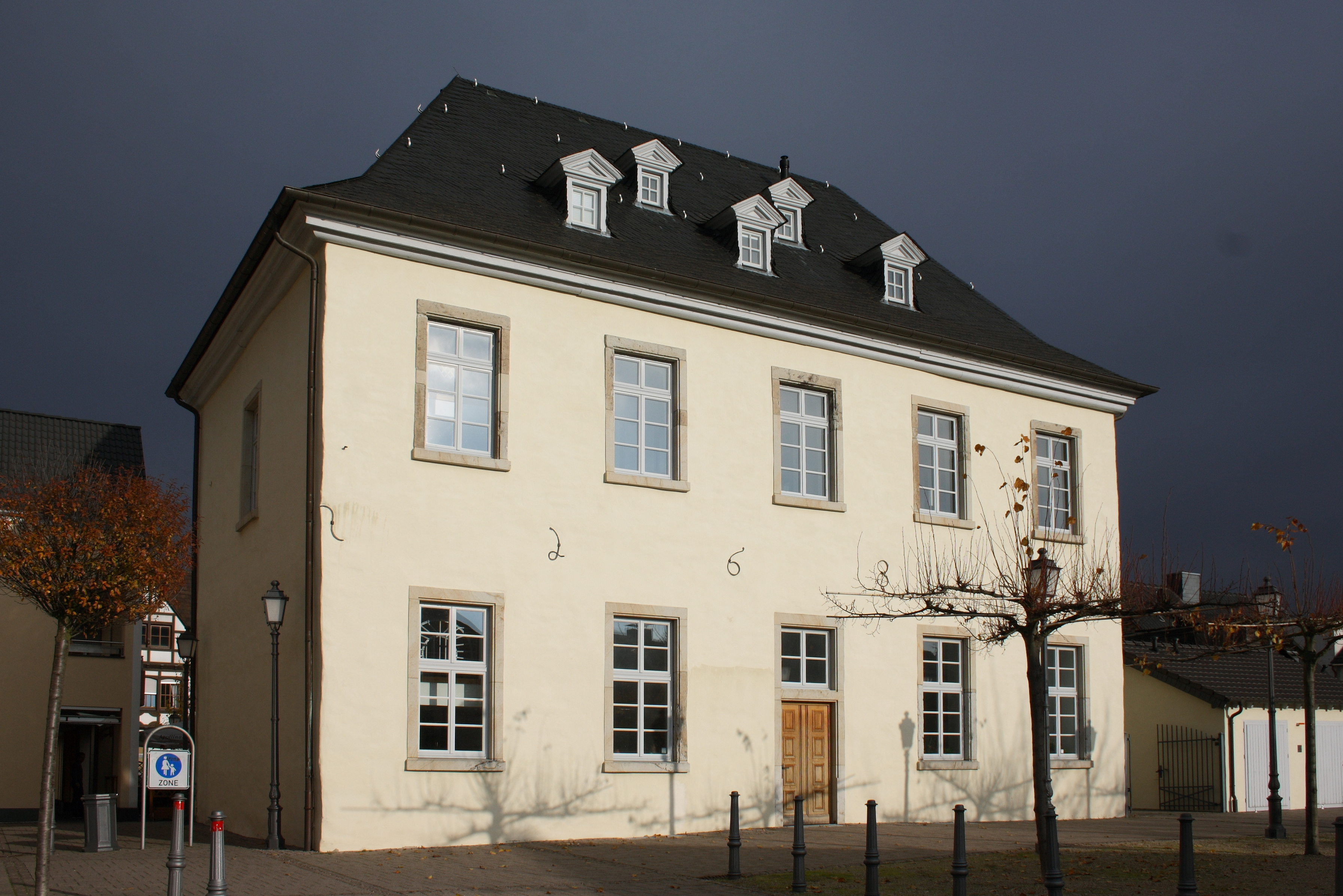
Blankartshof in Ahrweiler

- Reichsunmittelbaren Herrschaft Lantershofen und Burg Lantershofen
- Freiherrlichkeit Alsdorf mit Burg Alsdorf
- Unterherrschaft und Burghaus Burgsahr
- Herrschaft Oberrathen
- Haus Altenburg
- Schloss Effeld
- Schloss Kellersberg
- Schloss Ottenfeld
- Blankartshof in Bonn
- Burg Lede
- Rittergut Hausen
- Burg Enzen
- Schloss Lexhy in Horion Hozemont, Belgien
- Gut und Haus Immendorf
- Berger Mühle
- Burg Virnich
- Herdade da Calada, Weingut der Blankarts in Portugal